# 2005 (musikalbum)
2005 är funkbandet Screaming Headless Torsos tredje album och utgivet samma år.

## Låtlista
1. "Mind Is a River" (Dean Bowman, Daniel Sadownick) – 3:41
2. "Woe to the Conquered" (D. Bowman, David Fiuczynski) – 4:23
3. "Faith in the Free" (D. Bowman; text: D. Bowman, Jeff Haynes, Kelvyn Bell) – 3:57
4. "No Survivors" (D. Bowman, D. Fiuczynski) – 5:46
5. "SUV SOB" (D. Fiuczynski; text: Lian Amber) – 3:09
6. "Mr. Softee's Nightmare" (D. Fiuczynski) – 4:25
7. "Fuel Farms" (D. Fiuczynski) – 6:24
8. "Zoom Zoroc" (D. Fiuczynski) – 3:52
9. "Just for Now" (D. Bowman, D. Fiuczynski) – 4:34
10. "Smile at Me" (D. Bowman, Gregg Jarvis) – 4:15
11. "Faith in the Free (Fima Remix)" – 3:58
12. Untitled Track – 3:07

## Medverkande
- Dean Bowman - sång
- David Fiuczynski - gitarr
- Fima Ephron - bas
- Daniel Sadownick - slagverk
- Gene Lake - trummor
- Freedom Bremner - sång (6, 7, 8)